# A budapesti Margit körút épületeinek listája
Az alábbi lista a budapesti Margit körút épületeit tartalmazza.

## 1–10.
| Kép | Házszám | Név                                        | Építés ideje | Tervező                           | Megjegyzés                         | További képek a Wikimédia Commonson |
| --- | ------- | ------------------------------------------ | ------------ | --------------------------------- | ---------------------------------- | ----------------------------------- |
|     | 1.      | Geörch-bérház                              | 1880         |                                   |                                    |                                     |
|     | 2.      | bérház                                     |              |                                   |                                    |                                     |
|     | 3.      | MÉMHÁ-bérház                               | 1898–1900    | Wellisch Alfréd és Klinger József |                                    |                                     |
|     | 4.      | bérház                                     | 1898         | Wellisch Sándor és Wellisch Gyula |                                    |                                     |
|     | 5/a.    | Margit-ház (A Budai Irgalmas Rend bérháza) | 1907–1908    | Klinger József és Schomann Antal  | A közelmúltban felújításra került. |                                     |
|     | 5/b.    | Margit-ház (A Budai Irgalmas Rend bérháza) | 1907–1908    | Klinger József és Schomann Antal  |                                    |                                     |
|     | 6.      | Deutsch-bérház                             |              |                                   |                                    |                                     |
|     | 7.      | Margit-udvar (Politzer-bérház)             | 1906–1907    | Málnai Béla, Haász Gyula          |                                    |                                     |
|     | 8-10.   | társasház                                  |              |                                   |                                    |                                     |
|     | 9.      | bérház                                     |              |                                   |                                    |                                     |

## 11–20.
| Kép | Házszám   | Név                      | Építés ideje         | Tervező                          | Megjegyzés                             | További képek a Wikimédia Commonson |
| --- | --------- | ------------------------ | -------------------- | -------------------------------- | -------------------------------------- | ----------------------------------- |
|     | 11.       | bérház                   | 1909                 | Freund Dezső                     |                                        |                                     |
|     | 12.       | bérház                   |                      |                                  |                                        |                                     |
|     | 13.       | bérház                   | 1909                 | Freund Dezső                     |                                        |                                     |
|     | 14.       | lakóház                  |                      |                                  |                                        |                                     |
|     | 15-17.    | bérház („Dugattyús-ház”) | 1937–1938            | Hofstätter Béla és Domány Ferenc | Műemléki védelem alatt áll.            |                                     |
|     | 16.       | lakóház                  |                      |                                  |                                        |                                     |
|     | 18.       | bérház                   |                      |                                  |                                        |                                     |
|     | 19. (I.)  | HomeWork irodaház        | 2020 k.–építés alatt | OK2 Építész Iroda                | Korábban az irodaház helyén park volt. |                                     |
|     | 19. (II.) | iskolaépület             | 1883–1884            | Czigler Győző és mások           |                                        |                                     |
|     | 20.       | lakóház                  |                      |                                  |                                        |                                     |

## 21–30.
| Kép | Házszám | Név                                                  | Építés ideje | Tervező                          | Megjegyzés | További képek a Wikimédia Commonson |
| --- | ------- | ---------------------------------------------------- | ------------ | -------------------------------- | ---------- | ----------------------------------- |
|     | 21-23.  | Budapest Országúti Szent István első vértanú templom | 1753–1770    |                                  |            |                                     |
|     | 22.     | bérház                                               |              |                                  |            |                                     |
|     | 24.     | lakóház                                              |              |                                  |            |                                     |
|     | 25/a-c. | bérház                                               |              |                                  |            |                                     |
|     | 26.     | Budapesti Helyiérdekű Vasút (HÉV) Rt. bérháza        | 1910         | Tamás József                     |            |                                     |
|     | 27.     | bérház                                               |              |                                  |            |                                     |
|     | 28-32.  | lakóház                                              |              |                                  |            |                                     |
|     | 29.     | Trust Nyugdíjegyesület bérháza                       | 1936–1937    | Platschek Imre vagy Gábor László |            |                                     |

## 31–40.
| Kép | Házszám | Név                                  | Építés ideje | Tervező        | Megjegyzés | További képek a Wikimédia Commonson |
| --- | ------- | ------------------------------------ | ------------ | -------------- | ---------- | ----------------------------------- |
|     | 31-33.  | Fleissig Sándor és Kiss Ernő bérháza | 1911         | Strausz Ödön   |            |                                     |
|     | 34.     | bérház                               |              |                |            |                                     |
|     | 35-37.  | bérház                               |              |                |            |                                     |
|     | 36.     | bérház                               |              |                |            |                                     |
|     | 38/a.   | bérház                               |              |                |            |                                     |
|     | 38/b.   | Herzog-bérház                        | 1935         | Quittner Ervin |            |                                     |
|     | 39.     | bérház                               |              |                |            |                                     |
|     | 40.     | bérház                               |              |                |            |                                     |

## 41–50.
| Kép | Házszám | Név                                            | Építés ideje | Tervező                  | Megjegyzés | További képek a Wikimédia Commonson |
| --- | ------- | ---------------------------------------------- | ------------ | ------------------------ | --- | ----------------------------------- |
|     | 41.     | bérház                                         |              |                          | |                                     |
|     | 42.     | bérház                                         |              |                          | |                                     |
|     | 43-45.  | társasház                                      | 1959         | Dúl Dezső                | Helyén állt 1935 és 1945 között az úgynevezett Regent-ház (tervezte: Fenyvesi és Fried Építésziroda). Az épület bombatalálatot kapott a második világháborúban. |                                     |
|     | 44.     | Fleissig-bérház és a Galilei páholy páholyháza | 1911         | Strausz Ödön             | |                                     |
|     | 46.     | bérház                                         | 1929         | Vajda Andor és Vajda Pál | |                                     |
|     | 47-49.  | bérház                                         |              |                          | |                                     |
|     | 48.     | Budapesti Közúti Vaspálya Társaság lakóháza    | 1906         | Tamás József             | |                                     |
|     | 50-52.  | Budapesti Közúti Vaspálya Társaság lakóháza    | 1906         | Tamás József             | |                                     |

## 51–60.
| Kép | Házszám | Név             | Építés ideje | Tervező              | Megjegyzés | További képek a Wikimédia Commonson |
| --- | ------- | --------------- | ------------ | -------------------- | ---------- | ----------------------------------- |
|     | 51-53.  | Paulheim-bérház | 1932         | ifj. Paulheim Ferenc |            |                                     |
|     | 54.     | bérház          |              |                      |            |                                     |
|     | 55.     | Átrium-ház      | 1935–1936    | Kozma Lajos          |            |                                     |
|     | 56.     | bérház          | 1929         | Győri Sándor         |            |                                     |
|     | 57.     | Gárdos-bérház   | 1935–1936    | Platschek Imre       |            |                                     |
|     | 58.     | bérház          |              |                      |            |                                     |
|     | 59.     | Rákos-bérház    | 1941         | Falus Lajos          |            |                                     |
|     | 60.     | bérház          |              |                      |            |                                     |

## 61–70.
| Kép                               | Házszám | Név                              | Építés ideje | Tervező                         | Megjegyzés | További képek a Wikimédia Commonson |
| --------------------------------- | --- | -------------------------------- | ------------ | ------------------------------- | --- | ----------------------------------- |
|                                   | 61-63. | bérház                           |              |                                 | |                                     |
|                                   | 62. | bérház                           |              |                                 | |                                     |
|                                   | 64/a-b. | Székesfővárosi kislakásos bérház | 1911–1912    | Nagy Virgil                     | Épült Bárczy István kislakás- és iskolaépítési programja keretében. A 64/b. épület felújításra került. |                                     |
|                                   | 65. | Preisich-bérház                  | 1937         | Preisich Gábor és Vadász Mihály | |                                     |
|                                   | 66. | Budai Lövőház                    | 1885         | Hofhauser Antal                 | 1932-ben Ray Rezső Vilmos átépítette. A második világháborúban nagyrészt elpusztult. Napjainkban megmaradt részét a Jégkert Sörkert, Sörbár használja. |                                     |
|                                   | 67. | Jellinek-bérház                  | 1936         | Guttmann Gyula                  | |                                     |
|                                   | 68. | Széna tér                        |              |                                 | A páros oldal utolsó telke. Korábban a telken álló épületek: \| Épület \| Megjegyzés \| Kép \| \| --------------------------------- \| ---------------------------------------------------------------------------------------------------------------------------------------------------------------------------------------------------------------------- \| --- \| \| Régi Szent János-kórház \| Épült: 1710–1713. 1820-ban átalakították. Budapest ostroma során súlyosan megsérült. 1947-ben lebontották, helyére épült az egykori, mára szintén lebontott Széna tér autóbusz-állomás. A helyükön park található.[22] \| \| \| Régi Szent János-kórház kápolnája \| Épült: 1735–1736, lebontották: 1949.[23] \| \| \| Széna tér autóbusz-állomás \| Az 1930-as években alakították ki, perontetőket 1967-ben kapott. 2019-ben szűnt meg. 2021-re elbontották.[24] A helyét 2022 októberére parkosították.[25] \| \| |                                     |
|                                   | 69. | bérház                           | 1936–1939    | Gregersen Hugó                  | |                                     |
| Épület                            | Megjegyzés | Kép                              |              |                                 | |                                     |
| Régi Szent János-kórház           | Épült: 1710–1713. 1820-ban átalakították. Budapest ostroma során súlyosan megsérült. 1947-ben lebontották, helyére épült az egykori, mára szintén lebontott Széna tér autóbusz-állomás. A helyükön park található. |                                  |              |                                 | |                                     |
| Régi Szent János-kórház kápolnája | Épült: 1735–1736, lebontották: 1949. |                                  |              |                                 | |                                     |
| Széna tér autóbusz-állomás        | Az 1930-as években alakították ki, perontetőket 1967-ben kapott. 2019-ben szűnt meg. 2021-re elbontották. A helyét 2022 októberére parkosították.                                                                  |                                  |              |                                 | |                                     |

## 71–80.
| Kép    | Házszám                                          | Név | Építés ideje | Tervező | Megjegyzés | További képek a Wikimédia Commonson |
| ------ | ------------------------------------------------ | --- | ------------ | ------- | --- | ----------------------------------- |
|        | 71-73.                                           | bérház |              |         | |                                     |
|        | 75-85.                                           | Széllkapu park |              |         | Korábban a telken álló épületek: \| Szám \| Épület \| Megjegyzés \| Kép \| \| ------ \| ---------------------------------------------------- \| ----------------------------------------------------------------------------------------------------------------------------------------------------------------- \| --- \| \| 77. \| Budai Gázgyár[28][29] \| 1866-ban épült. Az 1910-es években bontották el. \| \| \| 83. \| bérház \| \| \| \| 83. \| ipari épület? \| \| \| \| 85. \| kisebb lakóház \| \| \| \| 85. \| Margit körúti katonai börtön (bíróság és fogház)[30] \| 1962-ben bezárt, 7 év múlva elbontották. Körülbelül a Mammut II. üzletház és részben a mára szintén elbontott Kohó- és Gépipari Minisztérium épülete helyén volt. \| \| \| 85-87. \| Kohó- és Gépipari Minisztérium \| Épült: 1971, tervezte: Kévés György, Farkas Ipoly, Mészáros Géza. 2014-ben lebontották.[31] \| \| |                                     |
| Szám   | Épület                                           | Megjegyzés | Kép          |         | |                                     |
| 77.    | Budai Gázgyár                                    | 1866-ban épült. Az 1910-es években bontották el. |              |         | |                                     |
| 83.    | bérház                                           | |              |         | |                                     |
| 83.    | ipari épület?                                    | |              |         | |                                     |
| 85.    | kisebb lakóház                                   | |              |         | |                                     |
| 85.    | Margit körúti katonai börtön (bíróság és fogház) | 1962-ben bezárt, 7 év múlva elbontották. Körülbelül a Mammut II. üzletház és részben a mára szintén elbontott Kohó- és Gépipari Minisztérium épülete helyén volt. |              |         | |                                     |
| 85-87. | Kohó- és Gépipari Minisztérium                   | Épült: 1971, tervezte: Kévés György, Farkas Ipoly, Mészáros Géza. 2014-ben lebontották.                                                                           |              |         | |                                     |

## 81–90.
| Kép | Házszám | Név                             | Építés ideje | Tervező                  | Megjegyzés | További képek a Wikimédia Commonson |
| --- | ------- | ------------------------------- | ------------ | ------------------------ | ---------- | ----------------------------------- |
|     | 87-89.  | Mammut I., II. bevásárlóközpont | 1998 és 2001 | Paulinyi & Partners Zrt. |            |                                     |

## 91–100.
| Kép | Házszám | Név    | Építés ideje | Tervező | Megjegyzés | További képek a Wikimédia Commonson |
| --- | ------- | ------ | ------------ | ------- | ---------- | ----------------------------------- |
|     | 91.     | bérház |              |         |            |                                     |
|     | 93.     | bérház |              |         |            |                                     |
|     | 95.     | bérház |              |         |            |                                     |
|     | 97.     | bérház |              |         |            |                                     |
|     | 99.     | bérház |              |         |            |                                     |

## 101–105.
| Kép | Házszám | Név                       | Építés ideje | Tervező | Megjegyzés | További képek a Wikimédia Commonson |
| --- | ------- | ------------------------- | ------------ | ------- | --- | ----------------------------------- |
|     | 101.    | földszintes étteremépület |              |         | |                                     |
|     | 103.    | bérház                    |              |         | Az épületet egy Mc'Donalds' étterem használja.                                                                      |                                     |
|     | 105.    | bérház                    |              |         | A páratlan oldal utolsó épülete. Az út folytatása melletti épületek ezután már a Széll Kálmán térhez kapnak számot. |                                     |